# Свейн
Не путать с Суэйнс и Суонси
Остров Свейна (англ. Swain's Island) — остров-призрак в южной части Тихого океана (или в Тихоокеанском секторе Южного океана). Открыт в 1800 году. Последнее сообщение об острове датировано 1820-ми годами. Позже остров обнаружен не был.

## История открытия
- Остров открыт и назван капитаном Свейном (Swain), американским китобоем из Нантакета, который в 1800 году сообщил о его открытии под 59° ю. ш. 90° з. д.HGЯO или 59° ю. ш. 100° з. д.HGЯO (долгота точно определена не была за отсутствием на корабле хронометра). Согласно описанию Свейна остров был высокий, покрытый снегом, со множеством морских птиц и тюленей.
- Предположительно в последующие годы два других китобойных судна из Новой Англии видели этот же остров, в частности, в 1820-х годах капитан Ричард Мэси из Нантакета указал положение острова на 59° ю. ш. 91° з. д.HGЯO.
- В 1830 году два американских судна под командованием Натаниэля Палмера отправились в плавание, чтобы уточнить положение острова, но поиски, по-видимому, закончились ничем.

В дальнейшем тщательное исследование области не предпринимались. Неизвестно, существовал ли в действительности этот остров. Возможно, остров затонул, но, возможно, в месте, указанном Свейном, находится и сейчас небольшой остров.
Также существует гипотеза, что за остров в дальнейшем ошибочно принимали другой остров-призрак — остров Дауэрти.